# Zaliv Moskovskij
Die Zaliv Moskovskij (englische Transkription von russisch Залив Московский Saliw Moskowiski, deutsch ‚Moskau-Bucht‘) ist eine Bucht an der Prinzessin-Martha-Küste des ostantarktischen Königin-Maud-Lands. Sie liegt nordöstlich der Proshchaniya Bay im Schelfeisgürtel.
Russische Wissenschaftler benannten sie.